# Pierre-François Jumeau
Pour les articles homonymes, voir Jumeau (homonymie).

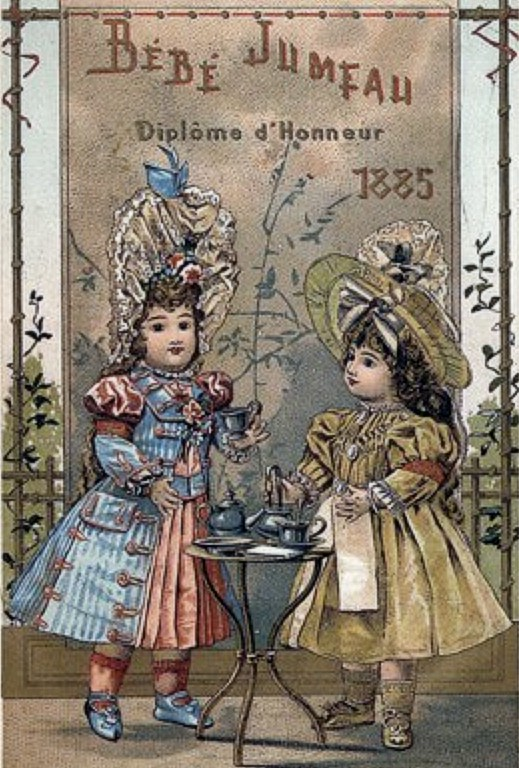
Affiche de la maison Jumeau.

Pierre-François Jumeau, né le 31 octobre 1811 à Rémalard, mort le 13 août 1895, à Longny-au-Perche, est un fabricant de poupées français, fondateur, dans les années 1840, de la firme française Poupées Jumeau, qui a produit des poupées en biscuit et des poupées de porcelaine. Son deuxième fils, Émile-Louis Jumeau reprit la gestion de l’entreprise dans les années 1870.

## Pierre-François Jumeau
La famille de François-Pierre était propriétaire d’un magasin de tissus à Rémalard, en 1837. Lors d’un voyage d’affaires à Paris, il rencontra et épousa par la suite en janvier 1841, la nièce de Lucius Junius-Herissey, l’un des rares fabricants français de poupées. Jumeau acquit une expérience inestimable en se joignant à l’entreprise Herissey, qui avait de bonnes perspectives en raison de l’amélioration de l’économie française et de la croissance des marchés internationaux.
En 1841, Jumeau était en partenariat avec Louis-Désiré Belton mais, quelques années plus tard, après la mort de sa femme, en 1844, il commença sa propre entreprise. En 1848, Jumeau était devenu le premier fabricant de poupées, avait remporté une médaille de bronze à l’Exposition de Paris de 1849 et fut invité à prendre part, en 1851, à l’Exposition universelle de Londres où il remporta une médaille de première place, les robes à elles seules remportant tous les suffrages.
Les poupées Jumeau furent largement saluées, remportant de nombreux prix lors d’expositions internationales. Les premiers exemplaires étaient confectionnés en papier mâché et étaient anonymes, ce qui suscite aujourd'hui des problèmes d’attribution, de sorte que seul un petit nombre de poupées Jumeau datant d’avant les années 1870 peuvent être identifiées avec certitude. Dans les années 1850, l’entreprise ajouta des poupées en porcelaine émaillée à son inventaire, mais les poupées à avoir connu le plus grand succès sont celles en biscuit, et la société a acquis une réputation pour la beauté, la grâce, l’élégance et la qualité de ses produits.
En 1872, Pierre-François, mécontent de la qualité des têtes de poupée qu’il commandait en Allemagne, lança une fabrique de porcelaine à Montreuil pour couvrir sa propre production, à la suite de quoi il devint fournisseur pour les autres fabricants de poupées.
De son mariage avec Adèle Amélie Aumoitte, Pierre-François eut deux enfants, Georges Eugène (1841-1873) et Émile (né le 18 avril 1843). Adèle est morte le 16 mai 1843, après la naissance d’Émile. En 1854, Pierre-François épousa Adélaïde Elisa Mayo, morte en 1888. Il meurt le 13 aout 1895, à Longny-au-Perche, à l’âge de 84 ans.

## Émile-Louis Jumeau

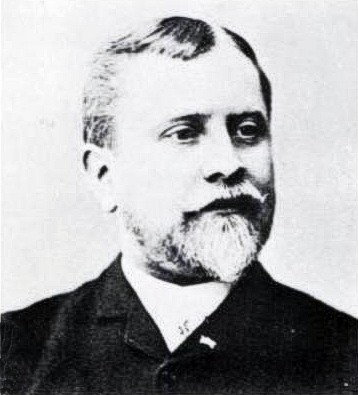
Émile-Louis Jumeau v. 1890.

Le second fils de Pierre-François, Émile-Louis, auquel on doit la construction du château Jumeau ou villa Jumeau à Longny-au-Perche, commença à assumer la gestion de l’entreprise en 1866 et il présenta, en 1877, le « Bébé Incassable », avec une tête faite par les Poupées Jumeau, le visage d’une jeune fille et un corps de composition entièrement articulé. Les poupées Jumeau étaient vêtues à la mode dans les styles populaires de l’époque, et possédaient souvent des formes bien faites et mures. Elles disposaient d'un trousseau, une gamme de vêtements et d’accessoires, qui suivirent l'évolution de la mode.
Ce « bébé incassable », se compose de carton moulé à tête de porcelaine, de membres en bois évidé, puis d’articulations et de rotules par juxtaposition de pièces tournées, enfin de mains dites incassables, grâce à une composition de silicate de potasse mélangée de colle et de sciure de bois. L'artiste Carrier-Belleuse sculpta un modèle de tête artistique.
En 1878, la société obtint une médaille d’or à l’Exposition universelle de Paris, distinction été fièrement annoncée sur tous ses produits. De nouveaux prix suivirent à l’Exposition internationale de Sydney en 1879 et Melbourne en 1880. En 1885, à l’Exposition d’Anvers, les poupées Jumeau remportèrent le diplôme d’honneur, récompense estampillée sur chaque nouvelle poupée. L’âge d’or de la société va de la fin des années 1870 à la fin des années 1890 lorsque l’entreprise employait plus de 200 travailleurs avec une production annuelle de 100 000 poupées.  
L’expansion sur le marché international par Émile-Louis propulsa les ventes vers de nouveaux sommets. En 1879, Jumeau commandita le sculpteur de l’empereur, Albert-Ernest Carrier-Belleuse pour créer une tête épicène, à utiliser pour un garçon ou une fille. on dit que Carrier-Belleuse utilisa comme modèle un portrait d’Henri de Navarre à l’âge de quatre ans pour ce modèle qui fut connu sous le nom de « Jumeau Triste ». En 1889, Émile-Louis fut fait chevalier de la Légion d’Honneur.
En 1894, l’horloger français et pionnier dans la fabrication de machines parlantes, Henri Lioret, aida l’entreprise à élaborer la poupée qui parle, dite le Bébé Phonographe. L’usine de Montreuil assemblait les têtes finement finement composées avec des yeux de verre, des corps de composition (à l’origine du bois ou du chevreau), avec des membres et des doigts articulés. On y produisait aussi des chapeaux, des gants, des chaussures, des manchons, des bas et des sous-vêtements pour les poupées. La femme d’Émile-Louis, Ernestine Jumeau, qui travaillait rue Pastourelle, décidait des dessins et des tissus élaborés qui ont contribué à faire connaitre les poupées Jumeau de tous.
La concurrence, dans les années 1890, des poupées allemandes à moindre prix et ciblant les classes populaires — les poupées Jumeau restaient chères —, conduisit une partie des fabricants français de poupées à une quasi-faillite. Leur première tentative de survie économique fut d’unir leurs forces au sein de la Société française de bébés et jouets (SFBJ) en 1899. Lorsque la société Jumeau transféra ses activités sous le régime de ce consortium cette année là, le stock restant, qui comprenait un grand nombre de bébés, de têtes, de corps, de costumes et d’autres composants, fut pris en charge par la SFBJ, ce qui rend extrêmement difficile l’attribution à Jumeau ou à la SFBJ de poupées créées au cours de cette période de transition. La SFBJ avait pour principaux actionnaires Salomon Fleischmann et Eugène-Louis Gaultier, mais ce sont les produits Jumeau qui enregistrent les meilleures ventes jusqu'en 1913.
En 1900, pour la dernière fois, Émile-Louis Jumeau participe à l'exposition universelle. Il est nommé vice-président des jouets par la Chambre de commerce et de l'industrie. Puis, il se retire du monde des affaires et se consacre à sa famille. Il meurt le 7 aout 1910 à Paris, boulevard Beaumarchais, à l'âge de 67 ans.
Les poupées Jumeau sont habituellement marquées par un simple numéro, bien que le corps puisse également être estampillé. La Tête Jumeau est marquée « Déposé Tête Jumeau » derrière la tête. Les modèles Jumeau incluent Déposés, E. J. Bébés, Triste, Portrait Bébé, Poupée de Modes, Bébé Phonographe et Tête Jumeau Bébés. Certains des premiers modèles sont très recherchés et la reproduction de poupées Jumeau constitue une industrie florissante.

## Source de la traduction
- (en) Cet article est partiellement ou en totalité issu de l’article de Wikipédia en anglais intitulé « Pierre-François Jumeau » (voir la liste des auteurs).